# BREATHLESS NIGHT SLIDER
「BREATHLESS NIGHT SLIDER」（ブレスレス・ナイト・スライダー）は1996年11月18日にリリースされたIcemanの2ndシングル。発売元はエピックレコードジャパン。

## 概要
累計売上は3.8万枚を記録。レコーディングにはギタリストとして葛城哲哉が参加している。タイトル曲は1stアルバム『POWER SCALE』に、表記はされていないもののミックスが異なるアルバムバージョンとして収録されているほか、ライブバージョンが4thシングル「FINAL PRAYER」のカップリングとして収録されている。なお、井上秋緒が作詞、浅倉大介が作曲・編曲・プロデュースを手掛けた点以外に共通性はないが、本作のしばらく後に発売されたT.M.Revolutionの2ndアルバム『restoration LEVEL→3』には「とめどなさそうなボクら〜BEDLESS NIGHT SLIDER〜」という本作のパロディの様なタイトルの曲がある。

## 収録曲
1. BREATHLESS NIGHT SLIDER
  - 作詞：井上秋緒　作曲/編曲：浅倉大介
2. ANGEL DUST
  - 作詞：井上秋緒　作曲/編曲：浅倉大介
3. BREATHLESS NIGHT SLIDER(ORIGINAL BACKING TRACK)